# Hacienda Torre de Doña María
La Hacienda Torre de Doña María, situada en Dos Hermanas (Sevilla), fue construida, según la tradición, por el rey Pedro I de Castilla para su esposa secreta, doña María de Padilla, siendo utilizada posteriormente como lugar de recreo de los reyes. Es un ejemplo del tipo arquitectónico de las haciendas de olivar del ámbito sevillano. 
Su conjunto de edificaciones configura el propio paisaje en el que está inserta. Heredera de los modelos primitivos de explotación de la tierra, en su emplazamiento se han encontrado restos romanos y existe también referencia de que fue una alquería árabe, propiedad de la familia de Ibn Jaldún.
La parte más antigua de la hacienda es una torre militar que todavía se conserva, que fue edificada probablemente después de la reconquista de Sevilla. 
A partir de esta antigua construcción y tomando como referencia su primitivo estilo artístico, se produjeron todas las ampliaciones que constituyen la hacienda actual, que han sido realizadas en estilo neomudéjar por el arquitecto José Gutiérrez Lescura, autor también del pabellón de Marruecos para la Exposición Iberoamericana de Sevilla de 1929. Esta remodelación se hizo respetando la torre y la capilla mudéjares, así como la distribución original típica de las haciendas rústicas de labor.

## Descripción

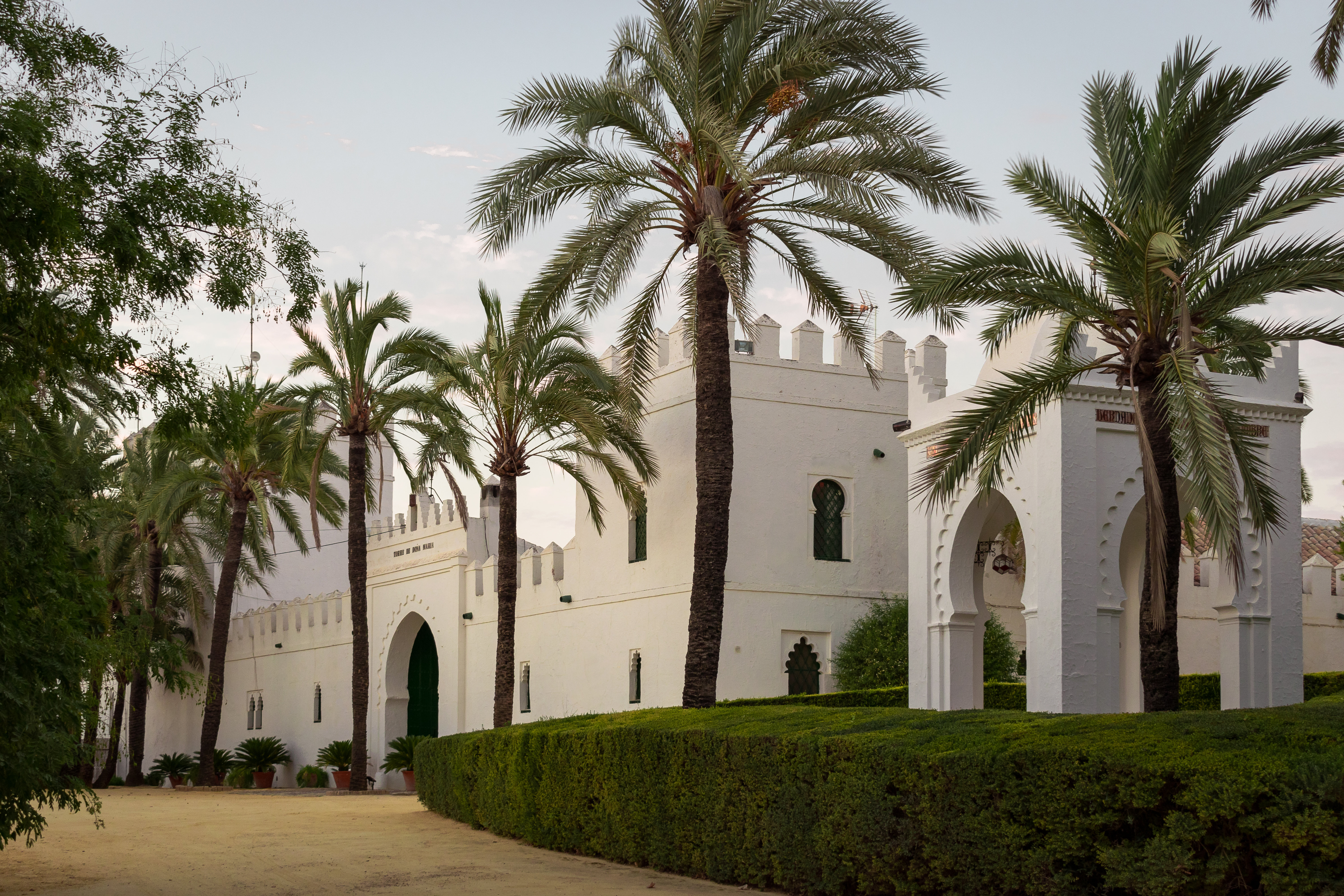
Hacienda Torre de Doña María

La hacienda se estructura en torno a un amplio patio central que presenta planta trapezoidal, alrededor del cual se disponen crujías perimetrales, duplicadas en las caras norte y oeste.
El señorío se ubica en la esquina noroeste de la edificación, accediéndose al mismo a través de un espacio porticado.
Volumétricamente el conjunto se caracteriza por su marcada horizontalidad alterada en sus cuatro ángulos por torres. Tres de ellas son de planta cuadrada y otra, la situada en la zona del señorío, presenta planta de seis lados, sobresaliendo del muro de fachada. Además, junto a esta se encuentra la antigua torre que da nombre a la finca. 
En las fachadas exteriores se abren una serie de vanos de diferentes dimensiones (puertas y ventanas) formados por arcos polilobulados enmarcados por alfices. Los muros de las fachadas están rematados por merlones.
En la crujía de acceso se disponen una serie de dependencias que sirven de vivienda a los trabajadores de la hacienda, que ocupan la posición central de la misma. En la crujía norte, junto al señorío, se disponían el molino y el depósito, dependencias destinadas en la actualidad a taller y cocheras. La crujía este alberga los graneros y otras dependencias secundarias, quedando al exterior y con acceso independiente los patios de aperos. 

### Patio
Uno de los elementos fundamentales es el patio. Tiene planta rectangular y suelo empedrado en forma de damero. En su lado izquierdo, se ubica un pozo con brocal de piedra y herraje con polea, rodeado de naranjos y un ciprés. A la misma altura pero en el lado contrario del patio y adosado a la fachada de las cuadras, existe un abrevadero o pilón enmarcado por un arco apuntado, en cuyo centro hay una hornacina con una escultura clásica. 
Alrededor del patio están las dependencias: señorío, graneros, almacenes, cuadras y viviendas del capataz y de otros trabajadores. Todo ello formando un conjunto donde predomina el encalado de los muros y vanos de puertas y ventanas con arcos de reminiscencia islámica. También encontramos elementos clásicos de acarreo (columnas, capiteles, mosaicos, etc.) adornando algunas zonas del patio.
Al patio del caserío se accede a través de una portada formada por un arco apuntado que está decorado con motivos de clara inspiración islámica y flanqueado por dobles pilastras que sostienen un entablamento cuyo friso tiene un rótulo con el nombre de la finca, «Torre de Doña María». Todo ello queda coronado por merlones de tipo omeya, convirtiéndose el central en una pequeña espadaña con campana y una cruz de forja. La estructura portante es, básicamente, de muros de carga de fábrica de ladrillo, enfoscados y encalados. Sobre éstos se dispone la armadura de madera de soporte de la cubierta, que es en su mayoría a dos aguas y que en las dependencias auxiliares se deja vista, con correas de madera y tablero de ladrillo sobre la que se dispone la cubrición de teja cerámica curva. En algunas dependencias se ha sustituido la teja por una cubierta de fibrocemento que se dispone directamente sobre la antigua armadura de madera.

### La Torre
La Torre de Doña María, de planta rectangular, es la construcción más emblemática y sobresaliente de la hacienda. Tiene dos plantas y una cubierta con terraza almenada. A ella se accede desde el patio a través de una pequeña portada con arco apuntado y dos columnas añadidas de material de acarreo. La planta baja hace función de sacristía al estar comunicada con la capilla. La puerta de entrada a ésta, que tiene planta cuadrada, presenta un arco de herradura enmarcado en un alfiz ornamentado con yeserías. También queda comunicado este espacio con la vivienda o señorío a través de una puerta de acceso al comedor principal.
Tanto la torre como la capilla son las primitivas zonas mudéjares, siendo el resto de las dependencias neomudéjares (la «Casa Mora», el Jardín Ornamental y el templete).

### El jardín
Especial interés presenta el jardín anexo, con planta rectangular estructurada mediante dos calles ortogonales que se cruzan en una plazoleta central en la que se encuentra una fuente ornamental de planta octogonal.